# Christian Peter Julius Jørgensen
Christian Peter Julius Jørgensen (født 8. august 1851 på Frederiksborg, død 22. oktober 1916 i Hellerup, begravet i Søllerød) var en dansk klassisk filolog og arkæolog. 
Han blev student fra Metropolitanskolen i 1869, filologisk kandidat i 1876, 1883 lærer og 1886 adjunkt ved Metropolitanskolen, 1888 tillige assistent ved mønt- og medaljesamlingen (fra 1892 på Nationalmuseet). På en rejse i Italien og Grækenland (1886-87) studerede han blandt andet emnet for sin doktordisputats: Kvindefigurer i den archaiske græske Kunst (udkom 1888). Mens hans videnskabelige produktion i øvrigt var af ringe omfang, har han udført et betydeligt og frugtbart arbejde for at fremme filologisk litterært liv i Danmark (1892 var han generalsekretær ved det 4. nordiske filologmøde; fra 1875 formand for Filologiskhistorisk Samfund). 1891–1915 udgav han 25 bind af Studier fra Sprog- og Oldtidsforskning.